# Кастиљоне (Маса-Карара)
Кастиљоне (итал. Castiglione) је насеље у Италији у округу Маса-Карара, региону Тоскана.
Према процени из 2011. у насељу је живело 20 становника. Насеље се налази на надморској висини од 312 м.